# Mola de Telles
La Mola de Telles és un cim de 172 metres que es troba al municipi d'Alcanar, a la comarca del Montsià.